# Royal Welch Fusiliers
Les Royal Welch Fusiliers étaient un régiment d'infanterie de la British Army qui faisaient partie de la Prince of Wales' Division (en). Il a été fondé en 1689, sous le nom de « 23rd Regiment of Foot », pour s'opposer à Jacques II et pour participer à la guerre imminente avec la France. En 1702, il a été renommé en « The Welch Regiment of Fusiliers ». Il a reçu le titre « royal » après s'être battu lors de la guerre de Succession d'Espagne en 1713.
En 2006, le régiment a été amalgamé avec le Royal Regiment of Wales (en) pour devenir le 1er bataillon du Royal Welsh.
Historiquement, le régiment recrutait dans le Nord du pays de Galles. Il ne doit pas être confondu avec le Welch Regiment (en) qui recrutait dans le Sud et l'Ouest du pays de Galles.

## Histoire

### Amalgame
Jusqu'à son amalgame en 2006 avec le Royal Regiment of Wales (en), les Royal Welch Fusiliers étaient l'un des cinq régiments d'infanterie de ligne de la British Army à n'avoir jamais été amalgamés au cours de leur histoire. De nos jours, le régiment forme le 1er bataillon du Royal Welsh.

## Honneurs et distinctions

### Honneurs de bataille
Le régiment a reçu les honneurs de bataille suivant :
- Namur 1695, Blenheim, Ramilies, Oudenarde, Malplaquet, Dettingen, Minden, Égypte ;
- Guerre d'indépendance espagnole : Corunna, Martinique 1809, Albuhera, Badajoz, Salamanca, Vittoria, Pyrénées, Nivelle, Orthes, Toulouse, Péninsule ;
- Guerre napoléonienne : Waterloo ;
- Guerre de Crimée : Alma, Inkerman, Sébastopol ;
- Lucknow, Ashantee 1873-1874, Birmanie 1885-1887, Libération de Ladysmith, Afrique du Sud 1899-1902, Perkin 1900 ;
- Première Guerre mondiale : Mons, Le Cateau, Retraite de Mons, Marne 1914, Aisne 1914 '18, La Bassée 1914, Messines 1914 '17 '18, Armentières 1914, Ypres 1914 '17 '18, Langemarck 1914 '17, Gheluvelt, Givenchy 1914, Neuve Chapelle, Aubers, Festubert 1915, Loos, Somme 1916 '18, Albert 1916 '18, Bazentin, Bois Delville, Pozières, Guillemont, Flers-Courceltte, Morval, Le Transloy, Hauteurs de l'Ancre, Ancre 1916 '18, Arras 1917, Scarpe 1917, Arleux, Bullecourt, Pilckem, Route de Menin, Bois Polygon, Broodseinde, Poelcappelle, Passchendaele, Cambrai 1917 '18, Saint-Quentin, Bapaume 1918, Lys, Bailleul, Kemmel, Scherpenberg, Ligne Hindenburg, Havrincourt, Épéhy, Canal de Saint-Quentin, Beaurevoir, Selle, Valenciennes, Sambre, France et Flandres 1914-1918, Piave, Vittoria Veneto, Italie 1917-1918, Doiran 1917 '18, Macédonie 1915-1918, Suvla, Sari Bair, Débarquement à Suvia, Colline Scimitar, Gallipoli 1915-1916, Rumani, Égypte 1915-1917, Gaza, El Mughar, Jérusalem, Jericho, Tell 'Asur, Megiddo, Nablus, Palestine 1917-1918, Tigris 1916, Kut al Amara 1917, Baghdad, Mésopotamie 1916-1918 ;
- Seconde Guerre mondiale : Dyle, Défense de l'Escaut, Saint-Omer-La Bassée, Caen, Esquay, Falaise, Nederrjim, Lower Maas, Poche de Venlo, Ourthe, La Rhénanie, Reichswald, Goch, Weeze, Rhin, Ibbenburen, Aller, Nord-Ouest de l'Europe 1940 '44-45, Madagascar, Moyen-Orient 1942, Donbaik, Nord Arakan, Kohima, Mandalay, Ava, Birmanie 1943-1945.

### Croix de Victoria

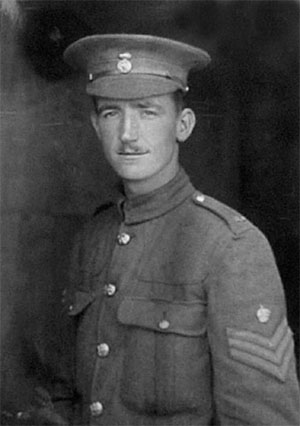

Les membres du régiment suivants ont été décorés de la croix de Victoria :
- Le capitaine Edward William Derrington Bell (en) lors de la guerre de Crimée le 20 septembre 1854 ;
- Le sergent-major de compagnie Frederick Barter (en) lors de la Première Guerre mondiale le 16 mai 1915 ;
- Le caporal John Collins (en) lors de la Première Guerre mondiale le 31 octobre 1917 ;
- Le caporal James Llewellyn Davies (en) lors de la Première Guerre mondiale le 31 juillet 1917 ;
- Le caporal Joseph John Davies (en) lors de la Première Guerre mondiale le 20 juillet 1916 ;
- Le lieutenant-colonel Charles Doughty-Wylie (en) lors de la Première Guerre mondiale le 26 avril 1915 ;
- Le soldat Albert Hill (en) lors de la Première Guerre mondiale le 20 juillet 1916 ;
- Le lance-sergent William Herbert Waring (en) lors de la Première Guerre mondiale le 18 septembre 1918 ;
- Le lance-caporal Henry Weale (en) lors de la Première Guerre mondiale le 26 août 1918.

## Colonels en chef

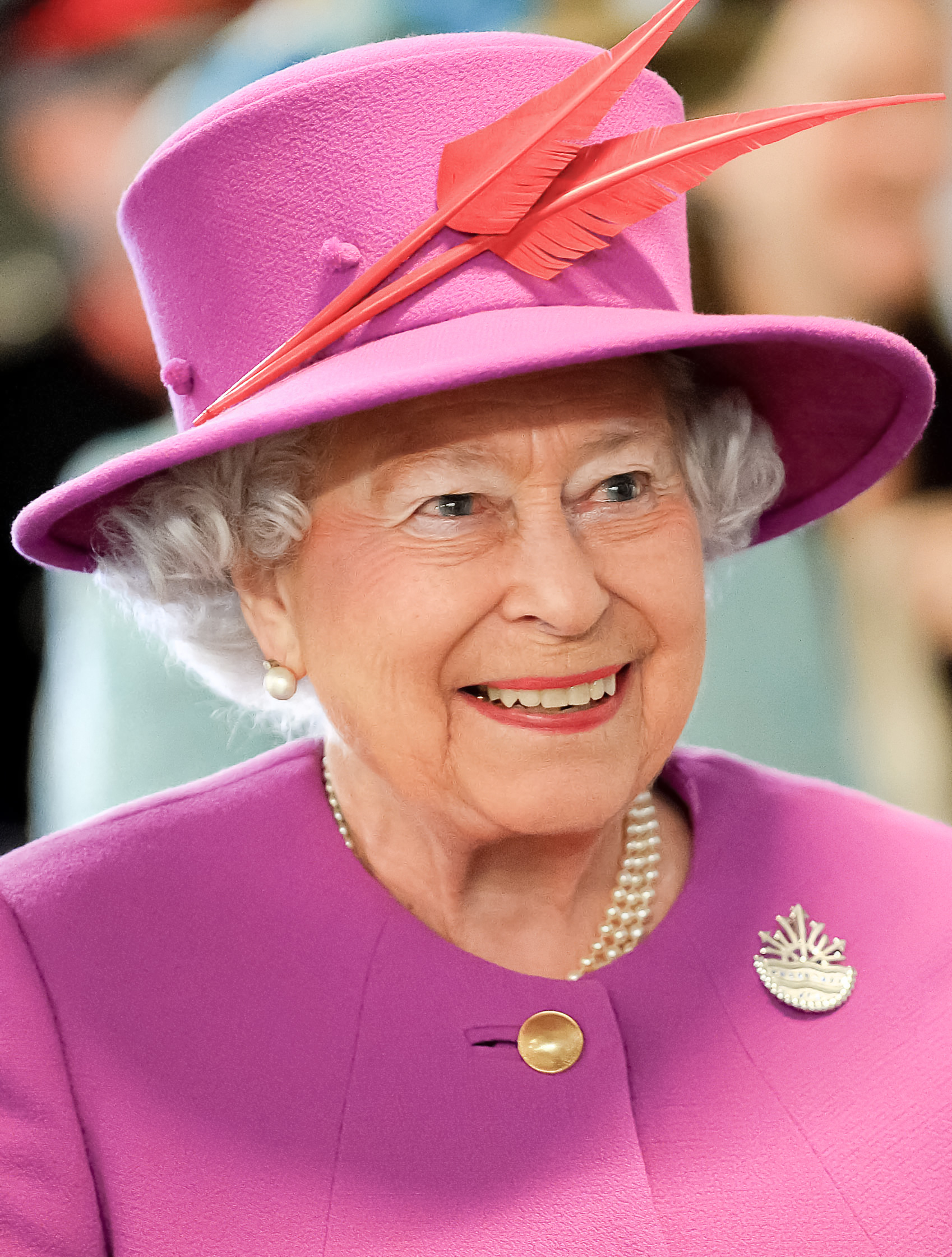
La reine Élisabeth II, colonel en chef des Royal Welch Fusiliers à partir de 1953

Les colonels en chef du régiment ont été :
- le roi George V à partir de 1901 ;
- le roi George VI à partir de 1936 ;
- la reine Élisabeth II à partir de 1953.

## Traditions
Tout comme le Royal Regiment of Wales (en), les Royal Welch Fusiliers avaient une chèvre, qui n'a jamais été appelée « mascotte ». Cette tradition remonte depuis au moins 1775 et possiblement jusqu'à la fondation du régiment. La chèvre se nommait toujours « Billy ».

## Musée régimentaire
Le Royal Welch Fusiliers Museum (en) se situe à Caernarfon au pays de Galles.

## Annexe